# Michael Albrecht (Politiker)
Michael Albrecht (* 25. November 1947 in Riesa) ist ein deutscher Politiker der CDU.

## Leben
Albrecht absolvierte erfolgreich von 1966 bis 1970 ein Studium zum Diplomlehrer für Musik und Deutsch an der Universität Halle. 1978 trat er der CDU in der DDR bei und wurde im März 1990 Mitglied der Volkskammer. Vom 3. Oktober 1990, dem Tag der Deutschen Wiedervereinigung, bis zum 20. Dezember 1990, dem Tag der ersten Sitzung des 12. Deutschen Bundestages, war er von der Volkskammer gewähltes Mitglied des Deutschen Bundestages und dort Mitglied der Fraktion der CDU/CSU.
Von 2005 bis zum Juli 2012 war Albrecht Schulleiter des Geschwister-Scholl-Gymnasiums in Freiberg.